# داني سواريز
داني سواريز (بالإسبانية: Daniel Suárez García-Osorio)‏ هو لاعب كرة قدم إسباني في مركز الدفاع، ولد في 7 يناير 1990 في آرنخويث في إسبانيا. لعب مع ريال مدريد وغورنيك زابجه ونادي أبها السعودي.

## وصلات خارجية
- داني سواريز على موقع قاعدة بيانات كرة القدم.إي يو (الإنجليزية)
- داني سواريز على موقع Soccerway.com (الإنجليزية)
- داني سواريز على موقع عالم كرة القدم.نت (الإنجليزية)
- داني سواريز على موقع AS.com (الإسبانية)